# Mari-Pérez
Mari-Pérez es una novela escrita por la autora cartagenera Teresa Arróniz y Bosch, publicada en 1879 en Revista de España. Es una obra histórica, costumbrista y posromántica, donde la protagonista, Mari Pérez, es una joven de familia tradicional, de la que se espera que cumpla con las expectativas sociales propias de la época en relación con el matrimonio, las relaciones familiares, el cuidado de las personas mayores, etc. En 1876 recibió el Premio de la Real Academia Española. 

## Argumento
La acción tiene lugar en Madrid, alrededor de 1635, de acuerdo con las referencias culturales citadas en la obra. El momento destaca por el florecimiento de las artes y las letras, siendo rey Felipe IV. La situación social y familiar de la mujer, la miseria, la honra y el honor, las guerras e intrigas palaciegas, así como los conflictos derivados del derecho de los hijos a la educación y protección y el socorro a ancianos y desvalidos también están presentes en la novela.
A lo largo de la obra, Mari-Pérez es cortejada por varios pretendientes, entre los que destacan Don Félix Alcántara, un caballero respetable y tradicional, y Don Manuel de la Cueva, más emocional y sentimental. La protagonista se ve atrapada en un conflicto interno entre el matrimonio convencional y su deseo de elegir un futuro propio. Finalmente, opta por no casarse. presentándose este desenlace no como una tragedia, sino como una afirmación de identidad.

## Personajes
En Mari-Pérez aparecen varios personajes. Una característica propia del costumbrismo literario es que estos son representaciones de ciertos tipos sociales, entre los que destaca los siguientes:
- La propia Mari-Perez: es el personaje central de la obra. Es una joven de familia tradicional que de la que se espera que asuma su rol de mujer propio de la época. Ella lucha por encontrar su lugar entre lo que la sociedad espera de ella (como hija, mujer y futura esposa) y sus propios deseos y sueños. Representa el prototipo femenino según los cánones de la novela posromántica y costumbrista, que disponían para la mujer un rol exclusivamente familiar y en el ámbito del hogar, sin posibilidades de permeabilidad social por medio del trabajo y la instrucción.
- Don Félix Alcántara: representa la opción de lo tradicional y socialmente aceptado en la vida de Mari-Pérez. Es uno de los posibles candidatos a casarse con Mari-Pérez, una opción segura desde el punto de vista social, pero no es lo que ella realmente desea.
- Don Manuel de la Cueva: representa la alternativa emocional de Mari-Pérez, el amor romántico. Es el segundo pretendiente de la protagonista, que parece estar más interesado en los sentimientos que en las conveniencias sociales del matrimonio.
- La madre de Mari-Pérez: representa los valores y las normas sociales, así como el rol conservador de la mujer, que debe dedicarse a la familia y a la casa. Sus enseñanzas y expectativas marcan la vida de Mari-Pérez. Su nombre no aparece en la obra.
- El padre de Mari Pérez: representa la figura autoritaria, que debe mantener el orden y la moralidad familiar, encarnando así el rol masculino tradicional de la época.
- Fray Simón de Rojas, canonizado en 1988 por Juan Pablo II, que proporciona diálogos intensos y escenas de emoción poética[2] y otros personajes que enmarcan el contexto histórico de la obra (mediados del siglo XVII), como Diego Pérez, Félix de Aragón y Guzmán, Pedro Ortiz, doña Margarita de Rojas, la reina Isabel de Borbón, don Gaspar de Guzmán, el conde-duque de Olivares, Manuel de Govantes, etc.

## Temas
La novela se ciñe al canon del género al unir los asuntos de honor y honra, amor, poder, ambición, miseria y caridad.
En concreto, entre los temas que toca, destacan el matrimonio y las expectativas sociales, así como los roles de género del siglo XVII, siendo el rol femenino el familiar y relegado al ámbito del hogar y el masculino el autoritario y participante de la esfera pública.
Relacionado con lo anterior, también están presentes como temas la autonomía de la mujer, a través de los pensamientos y decisiones de Mari-Pérez, así como las restricciones impuestas a las mujeres en la época.

## Ediciones
La novela se publicó originalmente por entregas semanales en la Revista de España. distribuida en seis libros, subdivididos a su vez en secuencias de extensión variable, según convenía al formato folletín.
La obra nunca se publicó en un único volumen, hasta que el 19 de octubre de 2020 y con motivo del Día de las Escritoras fue editada por la Biblioteca Regional de Murcia.

## Premios
Premio Real Academia Española. otorgado el 23 de junio de 1876, recibiendo una dotación de 1,500 pesetas. Destaca Pérez Adán que este hecho no debe pasar desapercibido, pues no era muy frecuente que dicha institución, reportara distinción alguna a escritoras.